# 성격심리학
성격심리학 (性格心理學, personality psychology)은 인간의 성격을 연구하는 심리학의 한 분야이다. 인간의 성격을 파악하는 방법에는 크게 유형론과 특성론이 있다. 유형론은 각 개인의 성격을 여러 가지 유형으로 분류하는 방법이다. 특성론은 개인들의 성격을 형성하는 보편적인 여러 가지 특성들을 파악하는 방법이다.

## 특성이론
고든 올포트(Gordon Allport)는 개인을 여러 심리적 특성이 내재한 존재로 전제한 후, 많은 사람들에게서 공통된 여러 특성을 찾아내어 인간을 이해하려는 가설에서 이러한 특성이론(trait theory)을 제안한 바 있다.

## 영역
| 영역 목차 | 예시                          |
| 1         | 정의 그리고 연구방법          |
| 2         | 뇌의 구조와 기능              |
| 3         | 정서와 인지                   |
| 4         | 학습과 문제해결 그리고 의지   |
| 5         | 윤리와 논리 그리고 예측       |
| 6         | 사회와 문화 그리고 협동       |
| 7         | 언어와 지능                   |
| 8         | 스트레스와 적응               |
| 9         | 유형과 특질 그리고 장애       |
| 10        | (통계)측정과 검사 그리고 평가 |
| 11        | (실습)역할수행이론            |
| 12        | (실습)네러티브카운슬링이론    |

## 같이 보기
- 성격 검사
- MMPI-2
- NEO PI-R